# 片山友希
片山友希（日语：／ Katayama Yuki，1996年12月9日—），日本女演員，京都府出身。

## 經歷
片山因在小學時期對上電視了產生憧憬，在刪除不適合自己的歌手、主持人及主播等選項之後選擇了演員。國中二年級想進劇團，雙親因質疑其決心，父親表示若被星探搭話就答應其從事相關工作，於是片山去東京暫住親戚家時前往竹下通來回繞了至少十圈，最後終於被星探主動遞名片，名片其後一直被片山收在皮夾中。十幾歲時期進入老家的養成所（培訓班），零星發展演藝工作，如CS衛星台、演出綜藝節目內的模擬短劇「再現VTR」等，並一邊在接骨院或從事其他收銀員等打工。20歲前往東京發展，2018年主演舞台劇《死ンデ、イル》。
2017年，在連續劇《瀨戶與內海》中的詼諧演出獲得初步注目。翌年，於口碑劇《透明的搖籃》第七集飾演未婚懷孕的母親而獲得好評。2021年，在《偵探☆星鴨》飾演主角的助手一角。同年，在石井裕也執導的電影《茜色如燒》中擔任重要角色，獲得該年度每日電影獎、橫濱電影節最佳女配角獎並入圍多項電影獎。
2022年，初次主演電影《フタリノセカイ》。

## 個人生活
身高158cm，家中除雙親外有兩位姐姐。興趣是泡溫泉、畫插畫，專長為芭蕾舞。

## 戲劇作品

### 電影
- 家族はひとつ[7]（2015年2月20日）
- 大江戸キャノンボール（2015年）
- 春夫と亮二 第一話河童（2017年10月28日） - 女高中生
- 我很好（2018年2月16日）
- 殺戮重生犬屋敷（2018年4月20日）
- 大聲點笨蛋！完全不知道你在唱什麼！！（日语：音量を上げろタコ!なに歌ってんのか全然わかんねぇんだよ!!）（2018年10月12日） - 伊能聖子
- 這裡好無聊，快來接我（日语：ここは退屈迎えに来て#映画）（2018年10月19日） - なっちゃん
- 我們來做體操吧（日语：体操しようよ）（2018年11月9日） - 佐久間
- 貓與爺爺（日语：ねことじいちゃん#映画）（2019年2月22日） - あすみ
- 人間失格：太宰治與他的3個女人（日语：人間失格 太宰治と3人の女たち）（2019年9月13日）
- TOKYO ADIOS（日语：東京アディオス）（2019年10月11日）
- 黑色校規（日语：ブラック校則 (映画)）（2019年11月1日） - 大多和美那子
- 你是世界的開始（日语：君が世界のはじまり）（2020年7月31日） - 純
- 早安甜心歐嗨喲（日语：あの頃。）（2021年2月19日） - 奈緒
- 茜色如燒（2021年5月21日） - ケイ
- フタリノセカイ（2022年1月14日） - ユイ（與坂東龍汰雙主演）
- 怪獸死了怎麼辦（2022年2月4日）[8]
- 通往異世界的便利店（2022年8月5日） - 飾演 ジグザグ[9]
- 快一秒的他（2023年7月7日） - 飾演 舞[10]

### 電視劇
- 近衛門（日语：ちかえもん） 第3話（2016年1月28日，NHK綜合頻道） - 女兒
- 大阪環狀線 每人在車站的愛情故事 Part2 「桜ノ宮駅」編（2017年1月31日，關西電視台）
- 連續電視小說（NHK)
  - 別嬪小姐（2017年2月25日・27日） - 美代
  - 布基烏基（2023年） - 櫻庭辰美／櫻庭和希
- 腦內智慧型手機人類 第1話（2017年7月6日，讀賣電視台） - 女高中生
- 瀨戶與內海（日语：セトウツミ） 第3話～最終話（2017年10月27日 - 12月23日，東京電視台） - ハツ美
- 平成物語 SEASON 1（2018年3月24日・31日，富士電視台） - 紡
- Dele 刪除人生 第2話（2018年8月3日，朝日電視台） - ひかる
- 透明的搖籃 第7回（2018年8月31日，NHK総合） - 石澤ミカ
- 從殭屍來了回顧人生的事件（日语：ゾンビが来たから人生見つめ直した件）（2019年1月19日 - 3月9日，NHK総合） - 増田薫
- 庶務行員・多加賀主水（日语：庶務行員 多加賀主水が悪を断つ）（2019年2月10日，朝日電視台） - 佐山涼子
- 時效警察復活SP（2019年9月29日，朝日電視台）
- 我的裙子，去哪了？（2019年4月20日 - 6月22日，日本電視台） - 原田糸
- 黑色校規（2019年10月15日 - 11月26日，日本電視台） - 大多和美那子
- 傳說中的母親（日语：伝説のお母さん#テレビドラマ）（2020年2月1日 - 3月21日，NHK総合）‐ ポコ
- 外科女帝（日语：トップナイフ-天才脳外科医の条件-） 第8話（2020年2月29日，日本電視台） - 青いワンピースの美少女
- 恐怖新聞（2020年8月29日 - 10月10日，東海電視台） - 宮沢桃香
- 所以我化妝（日语：だから私はメイクする） 第4話、最終話（2020年10月29日、11月12日，東京電視台）- 亀山玲央
- 在風呂場等著（日语：でっけえ風呂場で待ってます） 第7話（2021年3月15日，日本電視台） - 梅ヶ丘虎美
- 偵探☆星鴨（日语：探偵☆星鴨）（2021年4月27日 - 6月29日，日本電視台） - 唐戸つぐみ
- Voice 110緊急指令室 2（2021年7月10日 - 9月25日，日本電視台） - 二ノ宮純名[11]
- 亂來！我居然會成為社長（2022年1月12日 - 3月16日，日本電視台） - 水科柚
- 眷顧的男人（2022年6月26日 - 8月28日，NHK BS Premium）- 野本
- 朋友遊戲R4（2022年7月23日 - 9月10日，朝日電視台） - 水瀨瑪麗亞
- Get Ready!（2023年1月8日 - 3月12日，TBS） - 菊川忍
- 不是因為家人才愛，而是愛的是家人 第5話 - 第7話（2023年6月11日 - 6月25日，NHK BS Premium・NHK BS4K） - 石岡玲子
- Believe－為你架起的橋梁－（2024年4月25日 - 6月20日，朝日電視台）- 梶田千佳
- 解謊偵探少女（2024年10月7日 - 12月16日，富士電視台）- 藤島千代
- 世界奇妙物語 冬之特別篇2024「City Lives」（2024年12月14日，富士電視台） - 辻みさき
- 東京偽裝時光（2025年1月20日 - 3月24日，朝日放送電視台） - 曾根

### 網路劇
- ブラック校則（2019年10月15日 - 11月26日，Hulu） - 大多和美那子
- 深夜食堂 -Tokyo Stories Season 2-「カレーラーメン」（2019年10月31日，Netflix）

### 舞台劇
- 飛鳥ものがたり（2013年 - 2014年）
- ハイタウン2016 「コメディホールA」（2016年5月5日 - 8日，元・立誠小学校）
- 三人姉妹はホントにモスクワに行きたがっているのか?（2018年1月26日 - 2月4日，下北沢駅前劇場） - イリーナ
- 死ンデ、イル。（2018年7月20日 - 29日，東京藝術劇場） - 高井七海（主演）

### 廣播劇
- FMシアター 父が還る日（2017年2月4日，NHK-FM） - 智美
- 青春アドベンチャー UFOはもう来ない（2017年3月13日 - 24日，NHK-FM） - 林田菜穂

## MV
- ココロオークション 「蝉時雨」（2014年3月17日）
- ココロオークション 「夏の幻」（2014年10月7日）
- Large House Satisfaction「Crazy Crazy」（2015年8月17日）
- ココロオークション 「雨音」（2015年9月12日）
- ココロオークション 「線香花火」（2017年7月10日）
- bonobos 「Gospel In Terminal」（2017年10月7日）

## 獎項

### 2021年度
獲獎
- 第46回報知電影獎 最佳新人（《茜色如燒》）
- 第43回橫濱電影節 最佳女配角（《茜色如燒》）
- 第35回高崎電影節 最佳新人（《茜色如燒》）
- 第76回每日電影獎 最佳新人（《茜色如燒》）
- 第16回大阪電影節 最佳新進女演員（《茜色如燒》）

入圍
- 第46回報知電影獎 最佳女配角（《茜色如燒》）[12]
- 第34回日刊體育電影大獎 最佳女配角（《茜色如燒》）
- 第64回藍絲帶電影獎 最佳新人（《茜色如燒》）

## 廣告
- 河合塾マナビス（2014年 - ）
- KYOETSU HONTEN（2015年）
- 任天堂 迷托邦（2016年）
- JR西日本（2016年）
- 廣島工業大學（2016年）
- 富士通テン ECLIPSE 『パパは宇宙人』（2016年2月29日 - ） - 田中すみれ
- 麥當勞 ベーコンポテトパイ（2017年10月4日 - ）
- 日本郵政 「うを超える。」篇（2018年）

## 外部連結
- 官方網站
- 朝日新聞專訪片段 （页面存档备份，存于）
- 片山友希的X（前Twitter）（2014年10月12日 - ）
- 片山友希的Instagram帳戶（yuki_katayama1209）
- 片山友希的Instagram帳戶（2017年1月6日 - ）（papapanthu）